# 數碼暴龍 LAST EVOLUTION 絆
《數碼寶貝 LAST EVOLUTION 絆》是东映动画制作、梦太公司外包制作的剧场版动画，2020年2月2日和4日先行上映，2020年2月21日正式上映，2020年9月2日发行Blu-ray和DVD，2020年10月2日网络播映。是数码宝贝系列剧场版动画第10部，是令和时代的第1部数码宝贝剧场版动画作品，也是数码宝贝大冒险20周年纪念作品。

## 剧情
2010年，世界各地逐渐接受了被选召的孩子们的存在，在现实世界见到数码兽的光景也变得稀松平常。八神太一（22岁）与石田大和（22岁）身为即将毕业的大学生，对自己的前途感到迷茫，而其他伙伴们都各自确立了今后的志向，朝着自己未来目标向前迈进。就在此时，在全世界各地被选召的孩子们出现失去意识的情况，某起事件开始蠢蠢欲动。专门研究数码兽的美国学者梅诺亚·贝鲁奇与助手井村京太郎出现在太一他们的面前，并声称名为“厄俄斯兽”（Eosmon）的数码兽就是元凶，希望太一他们能协助自己。为了解决事件，太一他们这些被选召的孩子们再度集结。然而在与「厄俄斯兽」战斗时，亚古兽与加布兽它们的“进化”却出现了怪异的变化。看到这个事态的梅诺亚，告诉太一他们某个令人震惊的事实，连接未来的无限可能性，这个力量消失的话，被选召的孩子们与数码兽们的搭档关系也将消失。而勉强硬拼的战斗会促使搭档的离别提早来临，即便要与最珍视的存在分道扬镳，仍旧要奋战下去。面对着不容扭转的宿命，太一与亚古兽以及大和与加布兽之间的「絆」所引导而出了最后的进化，“亚古兽-勇气之绊-”（Agumon-Yuki no Kizuna-）和“加布兽-友情之绊-”（Gabumon-Yujo no Kizuna-）诞生了。1999年夏天开始的漫长冒险之旅终于要到结束的时候了，这是太一他们与数码兽们最后的大冒险物语。

## 概要
本作是数码宝贝大冒险20周年纪念作品。2017年项目企划，2018年5月4日官方X（前Twitter）宣布项目启动，7月29日“数码兽感谢祭2018 -御台场特别集会-”（デジモン感謝祭2018 -スペシャルミーティング in お台場-）宣布制作决定。时间线设定在《数码宝贝大冒险》（1999年）11年后、《数码宝贝大冒险02》（2002年）8年后、《数码宝贝大冒险tri.》（2005年）5年后的2010年。
与15周年纪念作品《數碼暴龍大冒險tri.》相比，本作的製作組繼續由東映動畫名義邀請外包公司主力製作，原畫、音樂、美術、演出等大部分職位並非東映動畫內部員工，但本次一些個別重要崗位則由製作過《數碼暴龍大冒險》的人員負責，包括脚本、角色設計、總監製等，而監督則起用年輕新人田口智久領導，加上經歷過由表示「從沒看過數碼寶貝系列」的元永慶太郎監督《tri.》低潮之後，本作上映前，監督田口智久受訪時更語驚四座表示「必須要把整個系列先破壞掉」的說法，引來觀眾猛烈抨擊和對本作不望期待。但本作上映後獲得壓倒性一致好評，原因是以監督為首以及初代的部分原班製作人員發揮了關鍵作用，由脚本家、角色設計、監督等制作人员對系列設定的熟悉程度和角色細膩心思刻画都與《tri.》形成強烈對比，當中由外包公司「夢太公司」製作極高品質的作畫、鮮艷美術色彩、寫實背景畫風、CG製作的人物戰鬥場景以及流暢的動畫幀數更是打破了整个系列劇場版制作質素，是東映動畫近年少見的高規格動畫作品，可見東映動畫以用心來挽救經歷過《tri.》的數碼寶貝系列。而本作年輕監督田口智久小時候则是數碼寶貝系列的忠實觀眾，對整個系列有著資深認識，因此本作品氛圍有著熟悉的童年觀感，田口智久希望將「通過青春期的焦慮，接下來在成年人的台階，走到社會的階段」的信息帶給當年收看本作、現已長大成人的孩子们，更表示這可以說是由小時侯的觀眾代表，製作這部極具意義的劇場版紀念作。
本作在制作期间加入了「總監製」（Supervisor）一职，2017年企划阶段，由曾担任过《数码宝贝大冒险》和《数码宝贝大冒险02》系列监督角铜博之作为總監製，负责在脚本监修以及设定继承上展开数月的工作，但制作团队最终未采纳，而有人提出与TV动画无法相容的剧情设定，制作团队却对此表示支持，故角铜博之在制作人的同意下于2018年5月28日宣布辞去该职位。随后该职位由东映动画规划制作本部规划开发部长关弘美负责，亦是《数码宝贝大冒险》和《数码宝贝大冒险02》企划之一。「總監製」职位与「制作人」（Producer）的区别在于，制作人基本的职责是某些决定和作品的方向性，而总监制则负责对脚本决定进行监修、提供脚本创作和动画制作的参考意见。在角色设计方面，角色手脚的尺寸相较于TV动画《数码宝贝大冒险》都变成大人的比例，人物的手脚都画小了。关于八神太一的护目镜，起初也设计过现代化的VR护目镜版本，但太一的护目镜作为重要道具，脚本创作期间制作团队认为还是使用初代的护目镜较好。

## 登场角色

### 被选召的孩子们（主角群）
八神太一（Yagami Taichi）
配音：花江夏树（日本）；高晗（中國大陸）；黃尉斯（香港）；魏晶琦（台灣）
徽章 - 勇气
早明大学政治经济学部四年级生，八神光的哥哥，1988年出生，22岁。以升入大学为契机决定独立生活，目前一个人住，课余时间在柏青哥店打工。无论学习还是打工都乐观地专心应付，但实际上将来怎么办还没有决定。即使现在仍有因数码兽而困扰的人，也会积极去帮助他们。
石田大和（石田和）（Ishida Yamato）
配音：细谷佳正（日本）；赵鑫（中國大陸）；林筠翔（香港）；魏伯勤（台灣）
徽章 - 友情
在理工学部上学的大学四年级生，高石岳的哥哥，22岁。暂停了乐队活动，在兴趣的范围内享受着音乐，现在的爱好是摩托车。为了好好给自己找到时间和学习，决定读研。
武之内空（武之内素娜）（Takenouchi Sora）
配音：三森铃子（日本）；牟珈论（中國大陸）；王慧珠（香港）；楊凱凱（台灣）
徽章 - 爱心
女子大四年级生，22岁。不找工作，决定跟花道世家的母亲走同一条路。社交性格没变，也会教外国人，交友圈很广，但是觉得要珍惜过普通人的日常生活，不怎么与大家见面，亦是唯一从头到尾没有参与战斗的人。
泉光子郎（Izumi Koshiro）
配音：田村睦心（日本）；荣雨奇（中國大陸）；王慧珠（香港）；王瑞芹（台灣）
徽章 - 知识
泉股份有限公司总裁，21岁。上大学的同时自己在经营公司，通过这些资金，担负起数码世界与现实世界纽带的职责，会帮助因为数码兽而困扰的人。牵头全世界“被选召的孩子们”的交流社团活动，为第一位发现梅诺亚野心的人。
太刀川美美（Tachikawa Mimi）
配音：吉田仁美（日本）；杨鸣（中國大陸）；顧詠雪（香港）；王瑞芹（台灣）
徽章 - 纯真
21岁，将自己认为“很可爱”的物品进行网络贩售。已经不限于日本，已经是个在全世界奔波的商业女孩。每天忙于原创商品的开发等，因此不怎么与大家见面但会很认真地联络。
城户丈（城户助）（Kido Joe）
配音：池田纯矢（日本）；崔晓东（中國大陸）；伍博民（香港）；于正昇（台灣）
徽章 - 诚实
医大五年级生，23岁。虽然医疗实习经验还不丰富，但当医生的热情非比寻常。平时几乎不与大家见面，每天都在庆应义塾大学医院拼命的实习。
高石岳（高石武/高石猛）（Takaishi Takeru）
配音：榎木淳弥（日本）；苗楠（中國大陸）；劉達斌（香港）；詹雅菁（台灣）
徽章 - 希望
在文学部上学的大学一年级生，石田大和的弟弟，19岁。原姓石田，14年前父母离异时跟随母亲，随母亲的姓氏。虽然对将来很模糊，但在学校开始学习英语、法语，并加入儿童文学社团。平日里继续写小说，也参加了数码兽的相关活动。
八神光（八神嘉儿）（Yagami Hikari）
配音：M·A·O（日本）；杨鸣（中國大陸）；余倩盈（香港）；楊凱凱（台灣）
徽章 - 光明
专攻幼教的女子专科大学一年级生，八神太一的妹妹，19岁。由于太一开始独自生活，兄妹间有了距离感，但由于数码兽的相关活动还是经常见面。
本宮大辅（Motomiya Daisuke）
配音：片山福十郎（日本）；孟令军（中國大陸）；郭湛深（香港）；魏伯勤（台灣）
徽章 - 勇气/友情/奇迹
在料理专门学校上学的一年级生，1991年出生，19岁。为了取得厨师执照每天努力中。决定去拉面店学习，使用数码大门在世界各地奔波研究拉面。
一乘寺贤（Ichijouji Ken）
配音：朗斯贝里·亚瑟（日本）；苗楠（中國大陸）；鄧肇基（香港）；于正昇（台灣）
徽章 - 温柔
学习心理学的大学一年级生，19岁。正义感强于他人，对平时的数码兽活动也会积极参加。还经常陪伴大辅的拉面之旅。
井上京（井之上京/井上京子）（Inoue Miyako）
配音：朝井彩加（日本）；牟珈论（中國大陸）；陳子瑩（香港）；王瑞芹（台灣）
徽章 - 爱心/纯真
在工科大学学习编程语言的二年级生，20岁。现在在西班牙留学。正在运营“被选召的孩子们”的交流社团，致力于推广交流，让彼此联系更加活络。目标是成为一名成熟女性。
火田伊织（Hida Iori）
配音：山谷祥生（日本）；刘川（中國大陸）；劉達斌（香港）；林凱羚（台灣）
徽章 - 知识/诚实
成员中唯一的高中二年级生，17岁。志愿是律师，以法学部为目标勤奋努力着。社团活动也还在练剑道，正在走一条自己认为正确的路。隨着长高后，也越来越有大人的韵味。

### 主角群搭档数码兽
亚古兽（Agumon）
配音：坂本千夏（日本）；牟珈论（中國大陸）；陳子瑩（香港）；林凱羚（台灣）
八神太一的搭档数码兽，用兩腳行走的爬蟲型数码兽。平常的性格雖然悠哉悠哉的，不過一旦遇到緊急的時候，就會不顧危險奮勇抗敵。
成长期，爬虫类型，疫苗种。
必杀技：小型火焰（Baby Flame）
進化順序：
滚球兽（Koromon）
幼年期Ⅱ，小型，无属性。
必杀技：泡泡（泡沫）（Awa）
暴龙兽（Greymon）
配音：孟令军（中國大陸）；鄧肇基（香港）；于正昇（台灣）
成熟期，恐龙型，疫苗种。
必杀技：超級火焰（Mega Burst）
金属暴龙兽（机械暴龙兽）（Metal Greymon）
完全体，改造型，疫苗种。
必杀技：千兆破坏炮（究极破坏炮）（Giga Destroyer）
奥米加兽（奥麦加兽/亚米加兽/欧米加兽）（Omegamon）
配音：坂本千夏、山口眞弓（日本）；孟令军、郭金非（中國大陸）；伍博民（香港）；于正昇（台灣）
究极体，圣骑士型，疫苗种。
必杀技：暴龙剑（暴龙飓风剑）（Grey Sword）
亚古兽-勇气之绊-（亚古兽-勇气之纽带-/亚古兽-勇气的羁绊-）（Agumon-Yuki no Kizuna-）
配音：牟珈论（中國大陸）；鄧肇基（香港）；于正昇（台灣）
究极体，类型不明，属性不明。
必杀技：赤红铰刀（红色铰刀）（Red Reamer）
加布兽（Gabumon）
配音：山口眞弓（日本）；纪艳芳（中國大陸）；顧詠雪（香港）；魏晶琦（台灣）
石田大和的搭档数码兽。雖然披著加魯魯獸的毛皮，不過其實跟亚古兽同樣是屬於爬蟲型的数码兽。
成长期，爬虫类型，数据种/疫苗种。
必杀技：小火焰弹（爆炎火焰彈）（Petit Fire）
進化順序：
犄角兽（独角兽）（Tunomon）
幼年期Ⅱ，小型，无属性。
必杀技：泡泡（Awa）
加鲁鲁兽（Garurumon）
配音：郭金非（中國大陸）；劉達斌（香港）；魏伯勤（台灣）
成熟期，兽型，数据种/疫苗种。
必殺技：妖狐火焰（Fox Fire）
狼人加鲁鲁兽（兽人加鲁鲁兽）（Were Garurumon）
完全体，兽人型，数据种/疫苗种。
必殺技：恺撒锐爪（Kaiser Nail）
奥米加兽（奥麦加兽/亚米加兽/欧米加兽）（Omegamon）
配音：山口眞弓、坂本千夏（日本）；郭金非、孟令军（中國大陸）；伍博民（香港）；于正昇（台灣）
究极体，圣骑士型，疫苗种。
必杀技：加鲁鲁炮（加鲁鲁加农炮）（Garuru Cannon）
加布兽-友情之绊-（加布兽-友情之纽带-/加布兽-友情的羁绊-）（Gabumon-Yujo no Kizuna-）
配音：纪艳芳（中國大陸）；劉達斌（香港）；張騰（台灣）
究极体，类型不明，属性不明。
必杀技：全金属机关枪（Full Metal Machine Gun）
比丘兽（皮悠兽）（Piyomon）
配音：重松花鳥（日本）；纪艳芳（中國大陸）；陳子瑩（香港）；王瑞芹（台灣）
武之内空的搭档数码兽。有著宛如手臂般健壯的翅膀，是雏鸟型数码兽。
成长期，雏鸟型，疫苗种。
必杀技：魔法火焰（Magical Fire）
瓢虫兽（甲虫兽）（Tentomon）
配音：櫻井孝宏（日本）；杨波（中國大陸）；伍博民（香港）；魏伯勤（台灣）
泉光子郎的搭档数码兽。有着堅硬的外殼與六隻手腳的昆蟲型数码兽。不知為何總是用關西腔說話。
成长期，昆虫型，疫苗种/病毒种。
必杀技：飞翼闪电（小型闪电/小型雷电）（Petit Thunder）
進化順序：
独角仙兽（比多兽）（Kabuterimon）
配音：王瑞芹（台灣）
成熟期，昆虫型，疫苗种。
必杀技：百万冲击波（米加巨炮/百万爆破/百万爆炎）（Mega Blaster）
棕榈兽（巴鲁兽）（Palmon）
配音：山田茸（日本）；牟珈论（中國大陸）；陳子瑩（香港）；楊凱凱（台灣）
太刀川美美的搭档数码兽。頭上開着熱帶的花朵，是植物型数码兽。
成长期，植物型，数据种/疫苗种。
必杀技：毒蔓藤（毒藤）（Poison Ivy）
進化順序：
针刺兽（仙人掌兽/荆棘兽）（Togemon）
配音：崔晓东（中國大陸）；于正昇（台灣）
成熟期，植物型，数据种/病毒种。
必杀技：尖尖碰碰拳（刺刺大乱射/尖刺攻击）（Chikuchiku Bang Bang）
斑海豹兽（哥玛兽）（Gomamon）
配音：竹内順子（日本）；杨鸣（中國大陸）；余倩盈（香港）；于正昇（台灣）
城户丈的搭档数码兽。是一种全身覆盖着溫暖的毛皮，善於游泳的海獸型数码兽。
成长期，海兽型，疫苗种。
必杀技：鱼群大暴走（鱼群大进军）（Marching Fishes）
進化順序：
一角兽（海狮兽/独角鲸兽）（Ikkakumon）
配音：崔晓东（中國大陸）；魏伯勤（台灣）
成熟期，海兽型，疫苗种。
必杀技：鱼叉火神炮（鱼叉机关炮/尖角导弹）（Harpoon Vulcan）
巴达兽（Patamon）
配音：松本美和（日本）；郑凯誉（中國大陸）；王慧珠（香港）；楊凱凱（台灣）
高石岳的搭档数码兽。牠的特徵是有一對大大的耳朵，是哺乳類型数码兽。
成长期，哺乳类型，数据种。
必杀技：空气炮（Air Shot）
進化順序：
天使兽（Angemon）
配音：王利军（中國大陸）；于正昇（台灣）
成熟期，天使型，疫苗种。
必杀技：天堂之拳（Heaven's Knuckle）
迪路兽（Tailmon）
配音：德光由禾（日本）；赵一楠（中國大陸）；余倩盈（香港）；魏晶琦（台灣）
八神光的搭档数码兽。有著像小貓的外型，是聖獸型数码兽。
成熟期，圣兽型，疫苗种。
必杀技：猫猫拳（Neko Punch）
進化順序：
天女兽（Angewomon）
完全体，大天使型/天使型，疫苗种/自由种。
必杀技：神圣之箭（神圣弓箭/神圣光箭）（Holy Arrow）
V仔兽（V-mon）
配音：野田顺子（日本）；郑凯誉（中國大陸）；顧詠雪（香港）；詹雅菁（台灣）
本宫大辅的搭档数码兽。用兩腳行走的小龍型数码兽。牠喜歡調皮搗蛋，個性有點臭屁，不過生性溫柔，路見不平必定會拔刀相助。
成长期，小龙型，自由/疫苗种。
必杀技：V仔头槌（V仔兽头槌）（V-mon Head）
進化順序：
豆丁兽（Chibimon）
配音：楊凱凱（台灣）
幼年期Ⅱ，幼龙型，无属性。
必杀技：跳跃攻击（蹦跳攻击）（Hop Attack）
XV兽（XV仔兽/V仔兽EX）（XV-mon）
配音：于正昇（台灣）
成熟期，幻龙型，自由种/疫苗种。
必杀技：X激光（X光线/X镭射）（X-Laser）
蠕虫兽（虫虫兽）（Wormmon）
配音：高桥直纯（日本）；杨鸣（中國大陸）；余倩盈（香港）；魏晶琦（台灣）
一乘寺贤的搭档数码兽。有着毛毛蟲外觀的幼蟲型数码兽。除了有溫柔體貼的好心腸，也有着天真無邪的一面。
成长期，幼虫型，自由/疫苗/病毒种。
必杀技：粘粘网（粘性罗网）（Nebaneba Net）
進化順序：
蓑虫兽（幼虫兽）（Minomon）
配音：王瑞芹（台灣）
幼年期Ⅱ，幼虫型，无属性。
必杀技：松球（Pinecone）
刺钉兽（飞虫兽）（Stingmon）
配音：崔晓东（中國大陸）；張騰（台灣）
成熟期，昆虫型，自由种/数据种/病毒种。
必杀技：终结刺钉（终极刺钉）（Spiking Finish）
麻鹰兽（Hawkmon）
配音：远近孝一（日本）；王利军（中國大陸）；郭湛深（香港）；于正昇（台灣）
井上京的搭档数码兽。外型像老鷹一樣的鳥型数码兽。個性端莊有禮貌，並且沉着冷静。儘管想要堅守酷帥有型的美男形象，卻老是被京耍得團團轉。
成长期，鸟型，自由种/数据种。
必杀技：飞羽斩（羽毛回力镖/羽毛回力刀）（Feather Slash）
進化順序：
天鹰兽（亚古拉兽）（Aquilamon）
配音：張騰（台灣）
成熟期，巨鸟型，自由种/数据种。
必杀技：爆风激光（冲击镭射/爆风镭射）（Blast Laser）
犰狳兽（穿山兽）（Armadimon）
配音：浦和惠（日本）；赵一楠（中國大陸）；王慧珠（香港）；楊凱凱（台灣）
火田伊织的搭档数码兽。揹著甲殼的哺乳類型数码兽。牠是個樂天派，還是個跟沉甸甸地外觀相符的大力士。說話時會带着獨特的名古屋口音。
成长期，哺乳类型，自由种/疫苗种。
必杀技：滚石（滚动攻击/滾动冲击）（Rolling Stone）
進化順序：
乌帕兽（奥柏兽）（Upamon）
配音：魏晶琦（台灣）
幼年期Ⅱ，两栖类型，无属性。
必杀技：激动叫喊（Shock Shout）
甲龙兽（战甲兽）（Ankylomon）
配音：郭金非（中國大陸）；王瑞芹（台灣）
成熟期，铠龙型，自由种/疫苗种。
必杀技：万吨压力（百万吨重压）（Megaton Press）

### 敌人
梅诺亚·贝鲁奇（Menoa Bellucci）
配音：松冈茉优（日本）；王晓巍、杨鸣（中國大陸）；顧詠雪（香港）；詹雅菁（台灣）
22岁，美国科罗拉多州人，在美国纽约的利比里卡大学（リベリカ大学，Belica University）里研究数码兽的准教授、科学家。9岁时发现最大素数（最大质数），14岁时跳级名校大学专攻生物学的天才儿童。为了请太一一行人帮忙，透过光子郎的“被选召的孩子们”的交流社团取得联系，来到日本东京。并用英文与日文的独特说话方式是一大特征。她提及了人类与数码兽之间无人知晓的关系性，实则为幕后黑手。最後太一与大和粉碎其私欲和野心，并被FBI卧底探员井村京太郎（山田京太郎）拘捕。
闪蝶兽（Morphomon）
配音：谷口梦奈（日本）；杨鸣（中國大陸）；余倩盈（香港）；楊凱凱（台灣）
梅诺亚·贝鲁奇的原搭档数码兽。耳朵和手由蝴蝶翅膀构成，保持着享受大自然的感情，性格悠哉。
成长期，昆虫型，疫苗种。
必杀技：唧唧治愈（Rinrin Therapy）
進化順序：
厄俄斯兽（艾奥斯兽/艾欧丝兽）（Eosmon）
成熟期，类型不明，属性不明。
必杀技：镜之守护（镜面防御）（Mirror Guard）
完全体，类型不明，属性不明。
必杀技：跳动碾压（脉动迫压）（Beat Press）
究极体，类型不明，属性不明。
必杀技：极光波束（极光涌流）（Aurora Stream）

### 其他角色
井村京太郎（Imura Kyotaro）
配音：小野大辅（日本）；郭金非（中國大陸）；鄧肇基（香港）；張騰（台灣）
35岁，以梅诺亚·贝鲁奇的助手身份，陪同她从美国纽约来到日本东京。由于身材高大，当他直言不讳地将想到的事情说出口时，会让人感到十分地有威严与压力，所以引起了大和的懷疑。实则为FBI臥底探员，真实姓名为山田京太郎（Yamada Kyotaro），以助手身份调查梅诺亚的目的。
玄内（Genai）
配音：平田广明（日本）；杨波（中國大陸）；伍博民（香港）；張騰（台灣）
期望数码世界安定者/恒常性（Homeostasis）的代理人，专程来到现实世界告诉太一，连接未来的无限可能性，这个力量消失的话，被选召的孩子们与数码兽们的搭档关系也将消失，除非依旧拥有无限可能性。

### 其他数码兽
鹦鹉兽（巴罗多兽）（Parrotmon）
配音：佐佐木義人（日本）
完全体，巨鸟型，疫苗种。
必杀技：音速毁灭者（毁灭音爆）（Sonic Destroyer）

### 其他
旁白（Narration）
配音：平田广明（日本）；杨波（中國大陸）；劉達斌（香港）；于正昇（台灣）
播音员（Announcer）
配音：佐藤花（日本）；纪艳芳（中國大陸）；陳子瑩（香港）；魏晶琦（台灣）

## 特别用语
被选召的孩子们（DigiDestined）
在数码世界发生某些异常状况之际，为了修复这些异常状况，而被选召的少男少女。他们比其他人更早得到搭档数码兽，附加了“为了修复异常状况而战”的义务。
徽章（Emblems）
由被选召的孩子们持有，而其中不同的徽章（勇气、友情、爱心、知识、纯真、诚实、希望、光明、奇迹、温柔等）有着各自不同的形状，展示着每个人所具有的最突出的美好个性。
数码大门（Digital Gate）
是连接数码世界和现实世界的通道。在有电脑的地方和数码大门所在地（如1995年数码兽现身的光丘和1999年露营所在地御神溪谷等）使用D-3就能打开连接进入数码世界。而数码器只能在数码大门打开之际才能进入数码世界。
合步进化（Jogress Evolution）
Jogress（合步）是由Joint（联合）及Progress（进步、发展）构成的合成词，又称「联展」。数码兽之间合体，向上进化一个等级的技术称为「合步」，而等级没有变化则称为「合体」。不是任何数码兽都能进行合步，数码兽之间还存在相性等因素。其中究极体之间的合步，更是仅限屈指可数的数码兽使用，有时也被称为「合体究极体」。
绊（Kizuna）
数码兽的搭档是被选召的孩子们，那是因为孩子们充满了可能性。未来有无限的选择，通过选择获得成长。“成长”与“可能性”的对立，会产生巨大的能量。众所周知，搭档数码兽进化的契机是被选召的孩子们的“成长”。被选召的孩子们在每日的生活中选择各种可能性不断成长。但是，在这过程中也在失去与数码兽们之间的力量，如果没有了这力量，与数码兽的搭档关系就会被消除。强行的进化和战斗会加速与搭档的分别，除非依旧拥有无限可能性。

## 重要代表物件

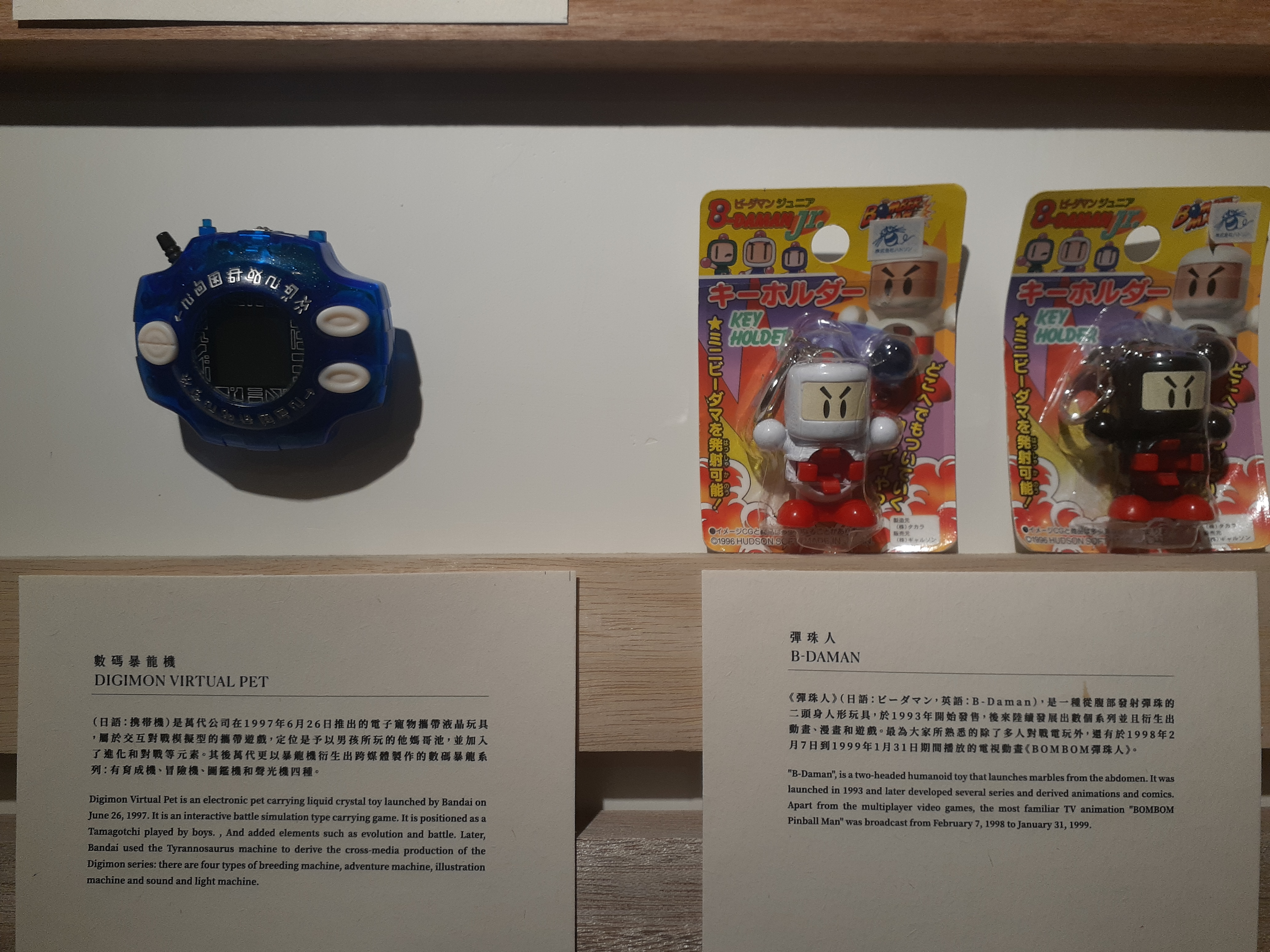
数码器（Digivice）

数码器（Digivice）
是数码世界引导光以驱除黑暗，被称为「数码器」的传说中的神圣仪器。其机能是让孩子们的心与搭档数码兽相连并引导进化。数码器所放出的光还有净化能力。显示面板有时钟功能，还能充当数码器持有者之间的探知器，知晓伙伴们所在方向。
数码器 最后的进化版（Digivice-LAST EVOLUTION-）
由八神太一与石田大和持有，外殼出现了耀眼的光芒及裂紋，能促使亚古兽与加布兽最后的进化为亚古兽-勇气之绊-（Agumon-Yuki no Kizuna-）和加布兽-友情之绊-（Gabumon-Yujo no Kizuna-），最终机体石化。
D-3
除了旧版数码器的功能，还有数码精神（数码装甲）探知功能以及可以进行搭档数码兽的装甲进化，还有通过电脑和大门地点打开数码之门的能力。由于显示其功能的「DIGITAL（数码）」「DETECT（探测）」「DISCOVER（发现）」三个关键词，泉光子郎的美国网友将其取名为「D-3」。
智能手机型数码器（Smartphone Digivice）
由泉光子郎开发，将数码器和D-3大部分功能搭载到智能手机上，背面印刻着每个被选召的孩子们的徽章，方便携带和使用。
多功能护目镜（Multi-function Goggles）
泉光子郎发明的可以进行数码兽作战数据分析的护目镜，但为试作品，仅为八神太一所试戴。

## 作品中出现的实物和地名

### 东京

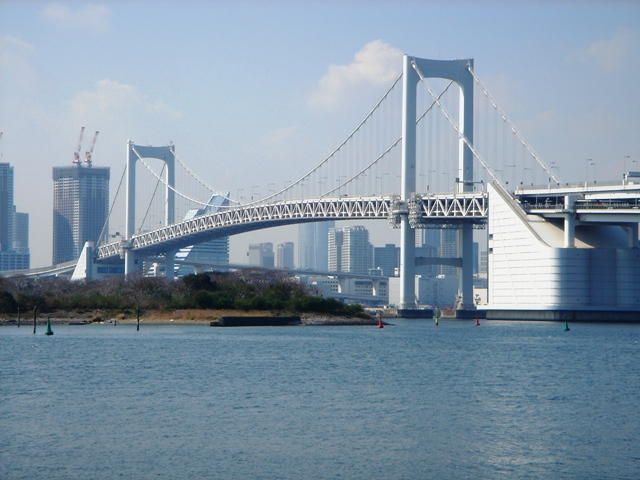
彩虹大桥

- 御台场：本作大部分主角们学习和生活的地方，每年的8月1日为“御台场纪念日”
- 富士电视台总部大楼
- 彩虹大桥
- 东京铁塔
- 东京湾
- 御台场海滨公园
- 调色板城大摩天轮
- 自由女神像复制品
- 练马光丘
- 广尾
- 雷门
- 星巴克
- 中野站
- 中野太阳广场
- 中野中央公园（中野セントラルパーク）：片中名为“中野中央广场”（中野セントラル広場）
- 中野中央公园东栋（中野セントラルパークイースト）：东映动画日本总部所在地
- 109百货（SHIBUYA109）：片中名为“SHIBUYA100”
- 涩谷路口
- 阿佐谷站
- 阿佐谷一番街：片中名为“阿佐谷百番街”（阿佐谷百番街）
- 杜卡迪848：石田大和的摩托车
- 汉堡王（Burger King）：片中名为“Burger Queen”
- 麒麟啤酒（KIRIN BEER）：片中名为“HIHIN BEER”
- 时代杂志（TIME）：片中名为“LIME”
- 雅虎（Yahoo!）：片中名为“Yofuu!”
- 华硕（ASUS）：片中名为“AZGS”
- YouTube：片中名为“nimolive”
- 三井住友信托银行：片中名为“水井住安銀行”（水井住安銀行）和“平丼信託銀行”（平丼信託銀行）
- 三井住友银行：片中名为“当坂中央銀行”（当坂中央銀行）
- 电讯港桥（テレポートブリッジ）
- 品川宿場通南会（品川宿場通り南会）
- 东京都交通局7000形电车：其形象取材至同名实物，停泊于数码世界文件岛的龙眼湖
- 台场边境大厦（台場フロンティアビル）：泉光子郎的公司所在写字楼
- 东京汐留大厦（东京康莱德酒店）：梅诺亚·贝鲁奇在东京租住的酒店
- 帝京平成大学：片中名为“帝口新生大学”（帝口新生大学）
- 早稻田大学：八神太一所就读的大学原型，片中名为“早明大学”（早明大学）；中野太阳广场的广告牌原型，片中名为“早良一大学”（早良一大学）
- 庆应义塾大学医院：城户丈所实习的医院
- Parco Pachinko & Slot（パルコ パチソコ&スロット）：八神太一课余时间打工的弹珠机店
- Jonathan's Coffee & Restaurant（ジョナサン COFFEE & RESTAURANT）：高石岳与八神光吃早餐的家庭餐厅
- ：八神太一与石田大和聚餐的内脏烧烤店
- 偶像大師 灰姑娘女孩 星光舞台：店内背景墙上张贴了“川岛瑞树”的海报
- ：火將羅潔愛兒的印象影片DVD，片中名为

### 横滨
- 港见丘公园（港の見える丘公園）
- 庆应义塾大学（矢上校区）：石田大和所就读的大学原型

### 大阪
- 道顿堀
- 固力果（グリコ，Glico）：片中名为（Pulico）

### 筑波
- 筑波宇宙中心：H-Ⅱ运载火箭全尺寸模型和综合开发推进栋

### 纽约
- 联邦调查局
- 帝国大厦
- 第五大道
- 时报广场

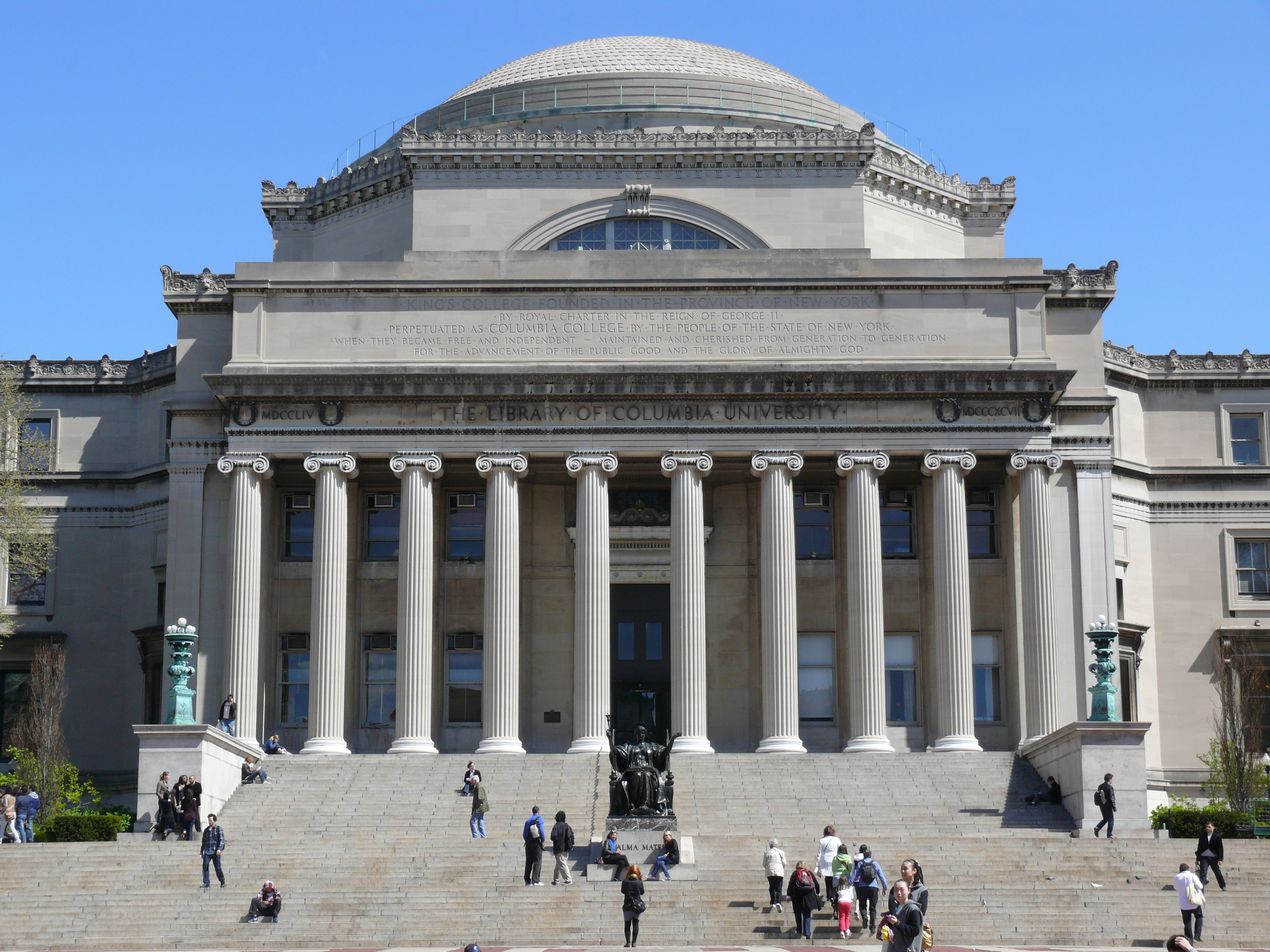
哥伦比亚大学劳纪念图书馆

- 黑暗騎士：黎明昇起：时报广场广告看板中的电影海报
- 一风堂：片中名为“三平堂”（三平堂）
- 哥伦比亚大学：梅诺亚·贝鲁奇所就读的大学原型，片中名为“利比里卡大学”（リベリカ大学，Belica University）

### 巴黎
- 埃菲尔铁塔
- 人权广场

### 巴塞罗那
- 圣家堂（受難立面）

## 制作人员
- 原案：本乡昭由
- 制片人：高木胜裕
- 企划：森下孝三
- 执行制作人：辻秀典
- 高级制作人：鈴木篤志
- 企划制作：野口光一
- 制作人：木下阳介
- 总监制：关弘美[注 10]
- 监督·分镜：田口智久
- 脚本：大和屋晓
- 演出：於地紘仁、上田慎一郎、大橋一輝
- 演出補佐：片貝慎、鹿谷拓史
- 音乐：富貴晴美
- 音乐制作人：松井伸太郎、藤田雅章
- 音乐协力：有泽孝纪
- 角色设计：中鹤胜祥
- 数码兽角色设计：渡边健史
- 动画角色设计·总作画监督：立川聖治
- 动画数码兽角色设计：立川聖治、熊谷哲矢、西野理惠、关崎高明
- 作画监督：西村理惠、关崎高明、津奈木亞樹、稻留和美、佐藤正樹、横田明美、河西睦月
- 作画监督補佐：瀬川真也、吉井弘幸、小林利充、松下演志
- 动画检查：今井翔太郎、小泽沙绘
- 道具设计：吉田大洋
- 美术监督：岩瀬荣治
- 美术设定：大平司
- 色彩设计：合田沙織
- 摄影监督：川田哲矢
- 编集：坪根健太郎
- 音响监督：飯田里樹
- 音响效果：古谷友二
- 录音：松田悟
- CG总导演：伊藤仁美
- CG造型导演：岛野达也
- CG制作人：田中卧龙
- 3D特技监督：土屋智義
- 3D导演：名倉晋作、福士直也
- 制作统括：山口聰
- 配给统括：菅原史
- 宣传统括：篠原智士
- 宣传制作人：高桥遥介
- 制作担当·设定制作：大西景子
- 动画制作人：漆山淳
- 动画制作：梦太公司
- 配给·宣传：东映
- 制作：东映动画

## 音乐

### 主题曲

#### 片头曲
「Butter-Fly」
作詞・作曲：千綿偉功
編曲：渡部達也
主唱：和田光司
（FEEL MEE）

#### 片尾曲

作詞・作曲：冈本真夜
編曲：黑川陽介
主唱：AiM
（FEEL MEE）

#### 插曲
「brave heart～LAST EVOLUTION Version～」
作詞：大森祥子
作曲・編曲：太田美知彦
主唱：宮崎步
（FEEL MEE）

作詞：白井裕紀
作曲：Yippee
編曲：渡部達也
主唱：宮崎步
（FEEL MEE）

### 实体专辑
| 专辑编号                         | 专辑标题                               | 发售时间      | 音乐人        | 媒介   | 备注                                                                                                   |
| -------------------------------- | -------------------------------------- | ------------- | ------------- | ------ | --- |
| NEZM-90017 NEZM-90018            |                                        | 2020年2月19日 | 和田光司      | CD DVD | 收录片头曲「Butter-Fly」                                                                               |
| NECM-11052                       | brave heart～LAST EVOLUTION Version～  | 2020年2月19日 | 宫崎步        | CD     | 收录插曲「brave heart～LAST EVOLUTION Version～」                                                      |
| NECM-13033                       |                                        | 2020年2月19日 | 宫崎步        | CD     | 收录插曲「」                                                                                           |
| NECM-13034                       |                                        | 2020年2月19日 | AiM           | CD     | 收录片尾曲「」                                                                                         |
| NECA-33008                       |                                        | 2020年7月29日 | 富貴晴美      | CD     | 收录原声音乐 收录插曲「」                                                                              |
| FEME-16                          | DIGIMON SONG BEST OF KOJI WADA         | 2021年4月24日 | 和田光司      | CD     | 收录片头曲「Butter-Fly」                                                                               |
| NECA-25002                       | Re:Voice                               | 2022年1月1日  | 白井裕紀      | CD     | 收录插曲「」                                                                                           |
| NECA-38001 NECA-38002            |                                        | 2024年4月24日 | AiM           | CD     | 收录片尾曲「」                                                                                         |
| NEZA-90032 NEZA-90033 NEZA-90034 |                                        | 2024年4月24日 | AiM           | CD BD  | 收录片尾曲「」                                                                                         |
| FEME-26                          | DIGIMON HISTORY 2015-2023 All The Best | 2024年8月10日 | FEEL MEE UNIT | CD     | 收录片头曲「Butter-Fly」 收录插曲「brave heart～LAST EVOLUTION Version～」 收录插曲「」 收录片尾曲「」 |
| NECA-28002                       | DIGIMON HISTORY 2015-2023 All The Best | 2025年3月26日 | FEEL MEE UNIT | CD     | 收录片头曲「Butter-Fly」 收录插曲「brave heart～LAST EVOLUTION Version～」 收录插曲「」 收录片尾曲「」 |
| FEME-29                          |                                        | 2025年1月5日  | 和田光司      | CD     | 收录片头曲「Butter-Fly」                                                                               |

### 数字专辑
| 专辑编号   | 专辑标题                                             | 发售时间      | 音乐人   | 备注                     |
| ---------- | ---------------------------------------------------- | ------------- | -------- | ------------------------ |
| NEDS-50007 | DIGIMON HISTORY 1999-2006 All The Best～NON-STOP～   | 2020年8月1日  | FEEL MEE | 收录片头曲「Butter-Fly」 |
| NEDS-10039 |                                                      | 2021年12月1日 | 白井裕紀 | 收录插曲「」             |
| NEDS-10084 |                                                      | 2024年4月19日 | AiM      | 收录片尾曲「」           |
| NEDS-10085 |                                                      | 2024年4月19日 | AiM      | 收录片尾曲「」           |
| NEDS-50020 | Be Forever Butter-Fly-BEST ALBUM-[Special Edition K] | 2025年1月6日  | 和田光司 | 收录片头曲「Butter-Fly」 |

## 发行
日本由东映发行，东映动画制作，梦太公司外包制作。2020年2月2日在丸之內TOEI（丸の内TOEI）、2月4日在新宿Wald9（新宿バルト9）进行先行上映会，2020年2月21日正式上映。受「2019冠状病毒病疫情」对东京都乃至全日本的影响，2020年4月7日-16日随着“緊急事態宣言”从部分地区到全日本逐步发布，各地区逐步暂时下映，2020年5月14日-25日随着“紧急事态宣言”从部分地区到全日本逐步解除，各地区逐步重新上映。日本首周周末票房第六名，第二、三周周末票房第十名。2020年9月2日发行Blu-ray和DVD，2020年10月2日网络播映。2023年10月29日14:25-16:20（UTC+9）在Animax播映。
中国大陆由中国电影集团公司引进，华夏电影发行有限责任公司代理发行，长影集团译制片制作有限责任公司译制，恒业影业（北京）有限公司协助推广，属于进口买断片类型。日语和普通话配音，简体中文字幕。2020年10月24日在北京、上海、广州、深圳、武汉、成都、杭州、沈阳、郑州、合肥、长沙11个城市进行超前点映场，2020年10月30日正式上映。中国大陆首周单周票房季军，第二周单周票房殿军，第三周单周票房第八名。2021年4月24日在爱奇艺、优酷、腾讯视频网络播映。
香港由新映影片有限公司代理发行。日语和粤语配音，繁体中文字幕。受「2019冠状病毒病疫情」对香港的影响，原定于2020年4月23日上映，后延期至2020年5月15日进行优先场，2020年5月16日正式上映。因疫情反弹且“全面收紧防疫措施”发布，2020年7月15日-8月27日暂时下映。随着疫情放缓且“全面收紧防疫措施”放宽，2020年8月28日重新上映。香港前四周连续单周票房冠军，第五周单周票房季军，第六周单周票房第九名；香港2020年度票房第十名。2020年12月12日发行Blu-ray和DVD。2021年1月22日在hmvod网络播映。
澳门由新映影片有限公司代理发行。日语和粤语配音，繁体中文字幕。2020年5月16日在澳门大会堂上映。2020年12月12日发行Blu-ray和DVD。2021年1月22日在hmvod网络播映。
台湾由曼迪传播有限公司代理发行。日语和国语配音，繁体中文字幕。2020年4月22日在板橋大遠百威秀影城进行特映会，2020年4月24日在威秀院线上映，2020年4月30日扩展到威秀院线和美丽新院线上映。台湾前四周连续周末票房冠军，第五周周末票房季军，第六周周末票房殿军，第七周周末票房第六名，第八周周末票房第十名；台北前三周连续周末票房冠军，第四周周末票房亚军，第五周周末票房季军，第六周周末票房殿军，第七周周末票房第七名。2021年2月2日发行精装版Blu-ray，2021年2月5日发行平装版Blu-ray和DVD，2021年2月4日-8日在第九届台北國際動漫節现场限量发行Blu-ray（精装版和平装版）和DVD。2021年6月11日在中華電信MOD和Hami Video网络播映（後因網路播映權到期下架）。2021年7月18日22:00-24:00（UTC+8）在曼迪日本台播映。2023年1月2日21:00-23:00（UTC+8）在緯來電影台播映。
新加坡由欧帝思有限公司（ODEX Private Limited）代理发行。日语配音，简体中文和英文字幕。受「2019冠状病毒病疫情」对新加坡的影响，原定于2020年4月18日进行粉丝首映会、4月23日正式上映，后延期至2020年7月13日和14日在狮城广场嘉华戏院（Golden Village Plaza）进行粉丝首映会，2020年7月16日在嘉华院线（Golden Village）正式上映。
马来西亚由欧帝思有限公司（ODEX Private Limited）代理发行。日语配音，简体中文、英文、马来文字幕。受「2019冠状病毒病疫情」对马来西亚的影响，原定于2020年4月16日上映，后延期至2020年7月1日在嘉通院线（Golden Screen Cinemas）上映，2020年7月23日扩展到各大院线上映。马来西亚前两周连续周末票房冠军，第三周周末票房亚军，第四周周末票房殿军。

### 票房
| 上一届： 《末日異戰》     | 2020年台北週末票房冠軍 第17-19週     | 下一届： 《末代皇帝》        |
| 上一届： 《女鬼橋》       | 2020年香港一週票房冠軍 第20-23週     | 下一届： 《金都》            |
| 上一届： 院线因疫情未开业 | 2020年马来西亚周末票房冠军 第27-28周 | 下一届： 《尸杀列车2：半岛》 |

### 分级
| 地区     | 分级 | 定义                                                             |
| -------- | ---- | ---------------------------------------------------------------- |
| 日本     | G    | 所有年龄均可观赏。                                               |
| 香港     | I    | 適合任何年齡人士觀看。                                           |
| 澳門     | A組  | 老少咸宜。                                                       |
| 台灣     | 0+   | 一般觀眾皆可觀賞。                                               |
| 新加坡   | PG   | 需家长或年龄较大的亲友从旁协助指导。                             |
| 马来西亚 | P13  | 未满13岁的观众需家长陪同观看，它可能包含了一些镜头，不适合儿童。 |

### 公映许可
| 地区     | 电影公映许可证        | 影片排次号   | 密钥时间                     | 配音        | 类型       |
| -------- | --------------------- | ------------ | ---------------------------- | ----------- | ---------- |
| 中国大陆 | 电审进字[2020]第053号 | 012100642020 | 2020年10月30日-2021年1月29日 | 日语/普通话 | 进口买断片 |

### BD & DVD

#### 贩卖版
| 地区      | BD/DVD编号 | 预售时间       | 发售时间       | 配音      | 媒介 | 类型   | 备注                                                   |
| --------- | ---------- | -------------- | -------------- | --------- | ---- | ------ | ------------------------------------------------------ |
| 日本      | BIXA-1083  | 2020年6月5日   | 2020年9月2日   | 日语      | BD   | 豪华版 | 收录广播剧《我们要去哪里?》 收录“Cast & Staff音声解说” |
| 日本      | BIXA-1084  | 2020年6月5日   | 2020年9月2日   | 日语      | BD   | 通常版 | 收录“Cast & Staff音声解说”                             |
| 日本      | BIBA-3318  | 2020年6月5日   | 2020年9月2日   | 日语      | DVD  | 通常版 | 收录“Cast & Staff音声解说”                             |
| 香港 澳门 | NFB202033  | 2020年12月11日 | 2020年12月12日 | 日语 粤语 | BD   | BD     | 收录映像特典                                           |
| 香港 澳门 | NFD202034  | 2020年12月11日 | 2020年12月12日 | 日语 粤语 | DVD  | DVD    | 未收录特典                                             |
| 台湾      | HBD-012    | 2020年11月20日 | 2021年2月2日   | 日语 国语 | BD   | 精装版 | 收录映像特典                                           |
| 台湾      | HBD-011    | 2020年12月1日  | 2021年2月4日   | 日语 国语 | BD   | 平装版 | 未收录特典                                             |
| 台湾      | KMD-066    | 2020年12月1日  | 2021年2月4日   | 日语 国语 | DVD  | 平装版 | 未收录特典                                             |

#### 租赁版
| 地区 | DVD编号     | 租赁时间     | 配音 | 媒介 | 类型   | 备注                                                 |
| ---- | ----------- | ------------ | ---- | ---- | ------ | ---------------------------------------------------- |
| 日本 | 70DRJ-10813 | 2020年9月2日 | 日语 | DVD  | 租赁版 | 该产品仅作为限期租赁用途，不能进行贩卖，且未收录特典 |

### 播放電視台
| Animax 星期日 14:25-16:20（UTC+9）節目 | Animax 星期日 14:25-16:20（UTC+9）節目                                                                    | Animax 星期日 14:25-16:20（UTC+9）節目 |
| --- | --- | -------------------------------------- |
| | 數碼寶貝 LAST EVOLUTION 絆 （2023年10月29日）                                                             |                                        |
| 數碼暴龍大冒險tri. 第4章 喪失 2023年10月22日 12:55-14:40（UTC+9）奧林匹克之環 2023年10月22日 14:40-15:00（UTC+9）不知內情的轉學生 不管三七二十一纏了上來。 2023年10月22日 15:00-18:30（UTC+9） | 名偵探柯南 2023年11月5日 13:00-16:00（UTC+9）鲁邦三世 PART2 数字修复版 2023年11月5日 16:00-17:00（UTC+9） |                                        |

| 曼迪日本台 星期日 22:00-24:00（UTC+8）節目                                                             | 曼迪日本台 星期日 22:00-24:00（UTC+8）節目                            | 曼迪日本台 星期日 22:00-24:00（UTC+8）節目 |
| --- | --------------------------------------------------------------------- | ------------------------------------------ |
| | 數碼寶貝 LAST EVOLUTION 絆 （2021年7月18日）                          |                                            |
| 魔法水果籃 最終季 2021年7月11日 22:00-22:30（UTC+8）飆速宅男 劇場版 2021年7月11日 22:30-24:00（UTC+8） | 神劍闖江湖 維新志士的鎮魂歌 劇場版 2021年7月25日 22:00-24:00（UTC+8） |                                            |
| 緯來電影台 星期一 21:00-23:00（UTC+8）節目                                                             |                                                                       |                                            |
| 六弄咖啡館 2022年12月26日 21:00-23:00（UTC+8）                                                         | 數碼寶貝 LAST EVOLUTION 絆 （2023年1月2日）                           | 冠軍大叔 2023年1月9日 21:00-23:15（UTC+8） |

## OVA
《数码宝贝大冒险20周年 纪念故事》是剧场版《數碼寶貝 LAST EVOLUTION 絆》中未能描绘的、成为大人的“被选召的孩子们”与搭档数码兽的故事。全5话，共25分钟。2019年11月22日-2021年9月29日在涩谷、仙台和心斋桥PARCO“LB POP-UP THEATER”数码兽商店内的迷你剧院限定上映。第1话于2020年2月1日网络播映。Blu-ray于2020年12月25日发布。

### 登场角色

#### 主角群搭档数码兽
西尔芙兽（人面战鹰兽）（Silphymon）
配音：德光由禾、远近孝一（日本）
井上京和八神光的搭档数码兽。由天鹰兽和迪路兽合步进化而成，是兽人型数码兽。
完全体，兽人型，自由种/数据种。
必杀技：风灵弹（冲上云霄）（Top Gun）

#### 其他数码兽
南瓜兽（Pumpmon）
配音：七緒春日（日本）
完全体，玩偶型，数据种。
必杀技：不给糖就捣蛋（捉弄或款待）（Trick or Treat）
顽石兽（矿石兽）（Gottsumon）
配音：杉本優（日本）
成长期，矿石型，数据种。
必杀技：愤怒之石（愤怒岩石/愤怒之石击）（Angry Rock）
数码兽们（Digimons）
配音：真嗣、仙波智晴、高倉健輔、塚越崇弘、松代佳子（日本）

### 制作人员
- 原案：本乡昭由
- 制片人：高木胜裕
- 企划：森下孝三
- 执行制作人：辻秀典
- 高级制作人：鈴木篤志
- 企划制片：野口光一
- 制作人：木下阳介
- 总监制：关弘美
- 演出：名取孝浩
- 制片：关弘美（第5话）
- 分镜：名取孝浩（第1-4话）、田口智久（第5话）
- 脚本：小田康平（第1-2话）、佐贺奖平（第3话）、東川遥（第4话）、大和屋晓（第5话）
- 作画监督：津奈木亞樹（第1-2话）、山口保則（第3话）、林怡君（第4-5话）
- 角色设计：中鹤胜祥
- 数码兽角色设计：渡边健史
- 动画角色设计：立川圣治
- 动画检查：浜平苍生
- 美术监督：岩瀬荣治
- 色彩设计：合田沙织
- 摄影监督：平山利树
- 编集：山岸步奈实
- 音响监督：本山哲
- 音响效果：古谷友二
- 录音调整：松田悟
- 制作统括：山口聪
- 制作担当：大西景子
- 动画制作人：漆山淳
- 动画制作：梦太公司
- 制作：东映动画
- 协力：20th Digimon Adventure Memorial Story Project

### 各话列表
| 话数 | 日文标题 | 中文标题                 | 劇場首映时间                  | 网络首播时间 | BD发售时间     | 时长    | PARCO场馆 | PARCO场馆 | PARCO场馆 | PARCO场馆 | PARCO场馆 | PARCO场馆 |
| ---- | -------- | ------------------------ | ----------------------------- | ------------ | -------------- | ------- | --------- | --------- | --------- | --------- | --------- | --------- |
| 1    |          | 致空                     | 2019年11月22日-2020年1月9日   | 2020年2月1日 | 2020年12月25日 | 6分钟   | 澀谷      | 澀谷      | 澀谷      | 澀谷      | 澀谷      | 澀谷      |
| 2    |          | 心之空洞                 | 2020年2月21日-2020年4月17日   | 不適用       | 2020年12月25日 | 4.5分钟 | 澀谷      | 澀谷      | 澀谷      | 仙台      | 仙台      | 仙台      |
| 3    |          | 医学生·城户丈            | 2020年7月10日-2020年9月2日    | 不適用       | 2020年12月25日 | 6.5分钟 | 澀谷      | 澀谷      | 澀谷      | 仙台      | 仙台      | 仙台      |
| 4    |          | 憧憬的合步进化           | 2020年10月16日-2020年11月11日 | 不適用       | 2020年12月25日 | 3分钟   | 澀谷      | 澀谷      | 澀谷      | 仙台      | 仙台      | 仙台      |
| 5    |          | 南瓜和矿石的涩谷系武勇传 | 2021年7月30日-2021年9月29日   | 不適用       | 2020年12月25日 | 5分钟   | 澀谷      | 澀谷      | 仙台      | 仙台      | 心齋橋    | 心齋橋    |

## 朗读剧
| 作品名                           | 公演名         | 公演时间      | 朗读台本 | 场次 | 场馆         |
| -------------------------------- | -------------- | ------------- | -------- | ---- | ------------ |
| 数码宝贝 特别剧 另一个8月1日（デジモン スペシャルドラマ もう一つの8月1日） | 数码祭2019（デジフェス2019） | 2019年7月28日 | 大和屋晓 | 2场  | 舞滨圆形剧场 |

## 广播剧CD
| 作品名                                   | 发售时间     | 脚本     | 音響監督 | 音響效果          | 录音   | 制作人          | 时长   | CD编号    |
| ---------------------------------------- | ------------ | -------- | -------- | ----------------- | ------ | --------------- | ------ | --------- |
| 數碼寶貝 LAST EVOLUTION 絆 我们要去哪里? | 2020年9月2日 | 大和屋晓 | 飯田里樹 | 古谷友二/宅間麻姬 | 松田悟 | 关弘美/木下陽介 | 26分钟 | HMCH-2093 |

## 小说
|   | 作品名                                           | 发售时间     | 作者     | 脚本     | 出版社 | 丛书       | 刊载平台   | 章数   | 卷数  | 国际标准书号           |
| - | ------------------------------------------------ | ------------ | -------- | -------- | ------ | ---------- | ---------- | ------ | ----- | ---------------------- |
| 1 | 剧场版小说 數碼寶貝 LAST EVOLUTION 絆            | 2020年2月7日 | 真纪凉介 | 大和屋晓 | 集英社 | Dash X文庫 | 集英社官网 | 全4章  | 全1卷 | ISBN 978-4-08-631355-1 |
| 2 | 數碼寶貝 LAST EVOLUTION 絆 剧场版小说 未来文库版 | 2020年2月7日 | 河端朝日 | 大和屋晓 | 集英社 | 未来文庫   | 集英社官网 | 全11章 | 全1卷 | ISBN 978-4-08-321556-8 |

### Dash X文库版
《剧场版小说 數碼寶貝 LAST EVOLUTION 絆》

#### 概要
由Dash X文库于2020年2月7日发售的小说，分为纸质书和电子书两个版本，其中集英社官网、乐天Kobo、Google Play、Apple Books、Kindle、ebookjapan、U-NEXT等线上平台发售电子书版。
Dash X文库版描写魄力的战斗场面以及深度挖掘角色的心情，追加剧场版中没有描写的内容。

#### 制作人员
- 小说：真纪凉介
- 脚本：大和屋晓
- 卷数：1卷
- 章数：4章

#### 各章列表
| 章数 | 日文标题 | 中文标题     |
| ---- | -------- | ------------ |
| 1    |          | 未知的数码兽 |
| 2    |          | 搭档         |
| 3    |          | 理想乡       |
| 4    |          | 通往未来     |

### 未来文库版
《數碼寶貝 LAST EVOLUTION 絆 剧场版小说 未来文库版》

#### 概要
由未来文库于2020年2月7日发售的小说，分为纸质书和电子书两个版本，其中集英社官网、乐天Kobo、Google Play、Apple Books、Kindle、ebookjapan、U-NEXT等线上平台发售电子书版。
面向孩子的未来文库版则为了让中小学生更容易阅读，还在全书中追加了多幅彩绘和插绘。

#### 制作人员
- 小说：河端朝日
- 脚本：大和屋晓
- 卷数：1卷
- 章数：11章

#### 各章列表
| 章数 | 日文标题 | 中文标题                   |
| ---- | -------- | -------------------------- |
| 序章 |          | “被选召的孩子们”           |
| 1    |          | 长大成人……                 |
| 2    |          | 数码兽研究者 梅诺亚·贝鲁奇 |
| 3    |          | 打倒未知的数码兽！         |
| 4    |          | 搭档的异变                 |
| 5    |          | 时间限制                   |
| 6    |          | 蔓延的魔爪                 |
| 7    |          | 梅诺亚的秘密               |
| 8    |          | 犯人的真面目               |
| 9    |          | 孩子们的理想乡             |
| 10   |          | 梅诺亚的决意               |
| 11   |          | 最后的进化                 |
| 后记 |          | 数码兽大冒险               |

## 注解
1. ↑  由中国电影集团公司引进，华夏电影发行有限责任公司代理发行，恒业影业（北京）有限公司协助推广。
2. 1 2  受「2019冠状病毒病疫情」对东京都乃至全日本的影响，2020年4月7日-16日随着“緊急事態宣言”从部分地区到全日本逐步发布，各地区逐步暂时下映，2020年5月14日-25日随着“紧急事态宣言”从部分地区到全日本逐步解除，各地区逐步重新上映。
3. 1 2  受「2019冠状病毒病疫情」对香港的影响，原定于2020年4月23日上映，后延期至2020年5月15日进行优先场，2020年5月16日正式上映。因疫情反弹且“全面收紧防疫措施”发布，2020年7月15日-8月27日暂时下映。随着疫情放缓且“全面收紧防疫措施”放宽，2020年8月28日重新上映。
4. ↑  受「2019冠状病毒病疫情」对马来西亚的影响，原定于2020年4月16日上映，后延期至2020年7月1日在嘉通院线（Golden Screen Cinemas）上映，2020年7月23日扩展到各大院线上映。
5. ↑  受「2019冠状病毒病疫情」对新加坡的影响，原定于2020年4月18日进行粉丝首映会、4月23日正式上映，后延期至2020年7月13日和14日在狮城广场嘉华戏院（Golden Village Plaza）进行粉丝首映会，2020年7月16日在嘉华院线（Golden Village）正式上映。
6. 1 2 3 4  原企划为「神化体」，正式公布为「究极体」。
7. ↑  官方汉字为
8. ↑  青年时期
9. ↑  儿童时期
10. ↑  2017年项目企划阶段，由角铜博之作为总监制，负责在脚本监修以及设定继承上展开数月的工作，但制作团队最终未采纳，而有人提出与TV动画无法相容的剧情设定，制作团队却对此表示支持，故角铜博之在制作人的同意下于2018年5月28日宣布辞去该职位，随后该职位由关弘美负责。
11. 1 2  又称“买断片”或“批片”
12. 1 2 3  院线版为日语配音，影碟版和网络版为日语和粤语配音。其中粤语由天下一聲優館有限公司配音。
13. 1 2  院线版为日语配音，影碟版为日语和国语配音。其中国语由意妍堂製作股份有限公司配音。
14. ↑  一般指定
15. 1 2  普遍级
16. 1 2  保护级
17. ↑  需在店内消费并积分，通过一定的积分才能兑换观影资格。
18. ↑  需参加CAMPFIRE平台的官方指定众筹“20th Digimon Adventure Memorial Story Project”，才能获得Blu-ray。
19. ↑  《數碼寶貝 LAST EVOLUTION 絆 Blu-ray 豪華版》封入特典

### 日本官方网站
- 东映动画 Digimon Anime Portal 官网（页面存档备份，存于）（日語）（英文）
- 东映动画 Digimon Adventure: Last Evolution Kizuna 官网（页面存档备份，存于）（日語）（英文）
- 东映动画 DigiFes 2019 官网（页面存档备份，存于）（日語）
- 万代 Digimon Novel Competition 官网（页面存档备份，存于）（日語）
- Digimon Anime的TikTok（日語）
- Digimon Anime Series【官方】的X（前Twitter）（日語）
- 【官方】Digimon Adventure 20th Staff的X（前Twitter）（日語）

### 其他相关网站
- 爱奇艺 数码宝贝：最后的进化 官网（页面存档备份，存于）（简体中文）
- 新映影片 數碼暴龍 LAST EVOLUTION 絆 官網（页面存档备份，存于）（繁體中文）
- 曼迪傳播 數碼寶貝 LAST EVOLUTION 絆 官網（页面存档备份，存于）（繁體中文）